# Tiago Rosa
Tiago Miguel Luís Rosa (sinh ngày 6 tháng 3 năm 1986) là một cầu thủ bóng đá người Bồ Đào Nha thi đấu cho Fátima ở vị trí hậu vệ.